# Stal Gorzów Wielkopolski (żużel) w sezonie 1991
Sezon 1991 był 30. Stali Gorzów Wielkopolski w I lidze i 44. w historii klubu.

## Rozgrywki

### Statystyki
Zasady klasyfikacji: minimum 1 start w rozgrywkach I ligi w sezonie 1991.
| Msc. | Żużlowiec            | Wiek | M. | B. | Pkt. | Bon. | Razem | Śr. bieg. | KSM |
| ---- | -------------------- | ---- | -- | -- | ---- | ---- | ----- | --------- | --- |
| 6    | Piotr Świst          | 23   | 14 | 72 | 161  | 4    | 165   | 2,292     | –   |
| 11   | Antal Kócsó          | 29   | 9  | 46 | 92   | 3    | 95    | 2,065     | –   |
| 29   | Ryszard Franczyszyn  | 27   | 14 | 49 | 76   | 8    | 84    | 1,714     | –   |
| 32   | Klaus Lausch         | 27   | 7  | 34 | 54   | 4    | 58    | 1,706     | –   |
| 45   | Piotr Paluch         | 21   | 14 | 64 | 73   | 14   | 87    | 1,359     | –   |
| 47   | Krzysztof Okupski    | 31   | 11 | 31 | 32   | 8    | 40    | 1,290     | –   |
| 49   | Jarosław Gała        | 26   | 12 | 28 | 31   | 5    | 36    | 1,286     | –   |
| 50   | Marek Hućko          | 20   | 14 | 50 | 57   | 7    | 64    | 1,280     | –   |
| nsk  | Olli Tyrväinen       | 31   | 5  | 21 | 34   | 1    | 35    | 1,667     | –   |
| nsk  | Tony Olsson          | 26   | 2  | 7  | 9    | 2    | 11    | 1,571     | –   |
| nsk  | Jarosław Łukaszewski | 21   | 8  | 18 | 7    | 1    | 8     | 0,444     | –   |

Wiek według roku urodzenia. Żużlowcy do 21 lat - młodzieżowcy (inaczej juniorzy),
M. - liczba meczów, B. - liczba biegów, Pkt. - liczba punktów, Bon. - liczba bonusów,
Razem - suma Pkt. i Bon., Śr. bieg. - iloraz Razem przez B., KSM - iloczyn Śr. bieg. bez Bon. razy 4,
Msc. - miejsce na liście klasyfikacyjnej, nsk - żużlowiec niesklasyfikowany

### I liga
| 1 runda 1 kwietnia 1991 | Stal Gorzów Wielkopolski | 56:34 | ROW Rybnik | Stadion żużlowy w Gorzowie Wielkopolskim Sędzia: Józef Musiał |
| 1 runda 1 kwietnia 1991 | 9. Okupski 3 (1,–,1,–,1) 10. Paluch 7 (u,1,–,3,3) 11. Gała 8 (2,1,–,3,2) 12. Hućko 9 (3,3,1,2) 13. Lausch 1 (1,–,0,d) 14. Tyrväinen 8 (3,1,3,1) 15. Świst 10 (2,2,3,3) 16. Franczyszyn 10 (3,3,2,2) | 56:34 | 1. Pawliczek 4 (2,u,1,1) 2. E. Skupień 9 (3,2,2,2,w,d) 3. Klimowicz 1 (1,–,–,0) 4. K. Fliegert 0 (0,–,0,–,0) 5. Korbel 7 (2,0,–,2,3) 6. Tudzież 0 (0,–,0,–,d) 7. A. Skupień 10 (2,3,3,1,1) 8. D. Fliegert 3 (0,2,1) | Stadion żużlowy w Gorzowie Wielkopolskim Sędzia: Józef Musiał |

| 2 runda 7 kwietnia 1991 | Unia Leszno | 48:42 | Stal Gorzów Wielkopolski | Stadion im. Alfreda Smoczyka Sędzia: Andrzej Kulesza |
| 2 runda 7 kwietnia 1991 | 9. R. Jankowski 13 (3,3,2,3,2) 10. Łabędzki 8 (1,1,1,3,2) 11. Kasprzak 14 (3,3,3,2,3) 12. Rypień 4 (1,2,0,1,0) 13. Krakowski 7 (2,0,3,1,1) 14. Łowicki 2 (0,1,1,0,0) 15. Mitura ns 16. Grycaj ns | 48:42 | 1. Franczyszyn 2 (2,0,–,0) 2. Paluch 5 (0,1,–,3,1) 3. Lausch 11 (2,3,3,1,2,0) 4. Tyrväinen 1 (0,–,0,–,1) 5. Świst 13 (3,2,2,2,1,3) 6. Hućko 1 (1,d,–,0) 7. Gała 9 (2,2,3,2) 8. Łukaszewski 0 (0) | Stadion im. Alfreda Smoczyka Sędzia: Andrzej Kulesza |

| 3 runda 21 kwietnia 1991 | Stal Gorzów Wielkopolski | 46:44 | Motor Lublin | Stadion żużlowy w Gorzowie Wielkopolskim Sędzia: Henryk Kowalski |
| 3 runda 21 kwietnia 1991 | 9. Świst 12 (3,2,3,2,2) 10. Okupski 3 (2,1,–,0) 11. Gała 2 (1,–,1) 12. Hućko 6 (2,2,2,0,0) 13. Kócsó 4 (w,3,0,–,1) 14. Paluch 10 (1,2,3,1,3) 15. Olsson 5 (2,2,1) 16. Franczyszyn 4 (3,1,0) | 46:44 | 1. Adams 5 (d,1,2,–,2) 2. Jucha 1 (1,0,–,u) 3. Muszyński 0 (0,0,u) 4. Śledź 5 (3,1,1,–,t) 5. Nielsen 18 (3,3,3,3,3,3) 6. Kępa 5 (2,0,w,1,2) 7. Stenka 10 (1,2,3,3,1) 8. Mordel ns | Stadion żużlowy w Gorzowie Wielkopolskim Sędzia: Henryk Kowalski |

| 4 runda 7 maja 1991 | Unia-Rolnicki Tarnów | 41:49 | Stal Gorzów Wielkopolski | Stadion Miejski w Tarnowie Sędzia: Maciej Spychała |
| 4 runda 7 maja 1991 | 9. Doncaster 14 (3,3,2,2,1,3) 10. Łukasik 2 (1,1,0,0) 11. Schneiderwind 7 (1,0,3,1,2,d) 12. Kużdżał 7 (2,2,0,–,2,1) 13. J. Rempała 8 (3,2,2,1,0) 14. Kapustka 3 (0,0,1,–,2) 15. Cierniak ns 16. Leśniowski ns | 41:49 | 1. Lausch 11 (2,3,t,3,3) 2. Hućko 5 (0,1,3,0,0) 3. Paluch 5 (t,1,1,0,3) 4. Kócsó 12 (3,3,3,2,1) 5. Świst 11 (2,2,2,3,2) 6. Gała 1 (1) 7. Franczyszyn 5 (1,3,1) 8. Okupski 0 (0) | Stadion Miejski w Tarnowie Sędzia: Maciej Spychała |

| 5 runda 12 maja 1991 | Stal Gorzów Wielkopolski | 45:44 | Apator Toruń | Stadion żużlowy w Gorzowie Wielkopolskim Sędzia: Marek Czernecki |
| 5 runda 12 maja 1991 | 9. Świst 8 (1,0,3,2,2) 10. Gała 0 (0) 11. Franczyszyn 7 (3,3,1,0,d) 12. Łukaszewski 0 (0) 13. Paluch 6 (2,0,2,0,2) 14. Tyrväinen 11 (3,1,3,2,2) 15. Okupski 6 (2,2,1,1) 16. Hućko 7 (1,2,1,3) | 45:44 | 1. Nahlin 9 (2,2,w,2,3) 2. Sawina 4 (3,0,u,1,0) 3. Krzyżaniak 9 (2,3,1,3,u) 4. Mir. Kowalik 7 (1,2,d,3,1) 5. Jonsson 13 (1,3,3,3,3) 6. Derdziński 1 (0,–,u,–,1) 7. Kuczwalski 1 (1,u) | Stadion żużlowy w Gorzowie Wielkopolskim Sędzia: Marek Czernecki |

| 6 runda 30 maja 1991 | Morawski Zielona Góra | 52:38 | Stal Gorzów Wielkopolski | Stadion żużlowy w Zielonej Górze Sędzia: Jerzy Kaczmarek |
| 6 runda 30 maja 1991 | 9. Gunnestad 12 (1,3,3,2,3) 10. Zarzecki 1 (0,1,0) 11. Huszcza 13 (3,3,2,3,2) 12. Dudek 2 (2,0) 13. Nilsen 8 (1,3,2,2,0) 14. Kruk 0 (0,0,0) 15. Szymkowiak 13 (3,3,2,3,2) 16. Molka 3 (1,2) | 52:38 | 1. Kócsó 9 (3,2,1,3,0) 2. Hućko 6 (2,1,3,0) 3. Olsson 4 (1,2,1,0) 4. Paluch 4 (0,1,2,0,1) 5. Świst 10 (3,2,0,1,3,1) 6. Okupski 2 (2,0) 7. Franczyszyn 2 (1,1) 8. Gała 1 (1,0) | Stadion żużlowy w Zielonej Górze Sędzia: Jerzy Kaczmarek |

| 7 runda 19 czerwca 1991 | Stal Gorzów Wielkopolski | 53:36 | Polonia Bydgoszcz | Stadion żużlowy w Gorzowie Wielkopolskim Sędzia: Marek Czernecki |
| 7 runda 19 czerwca 1991 | 9. Świst 14 (3,2,3,3,3) 10. Łukaszewski 1 (d,–,–,1,w) 11. Lausch 11 (3,2,3,2,1) 12. Okupski 3 (2,0,–,1,0) 13. Kócsó 10 (3,2,3,2) 14. Paluch 2 (1,0,1) 15. Franczyszyn 7 (2,3,2) 16. Hućko 5 (3,0,2) | 53:36 | 1. Dołomisiewicz 5 (2,3,w,0,d) 2. Rickardsson 7 (1,1,2,1,2) 3. W. Cieślewicz 5 (d,1,2,2,w) 4. P. Karlsson 14 (1,3,1,3,3,3) 5. T. Gollob 5 (2,1,1,0,1) 6. Kornacki 0 (0,d,–,0) 7. Woźniak 0 (0) 8. Cisoń ns | Stadion żużlowy w Gorzowie Wielkopolskim Sędzia: Marek Czernecki |

| 8 runda 28 lipca 1991 | ROW Rybnik | 39:51 | Stal Gorzów Wielkopolski | Stadion MOSiR Rybnik Sędzia: Józef Rzepa |
| 8 runda 28 lipca 1991 | 9. E. Skupień 9 (2,3,2,d,2) 10. D. Fliegert 7 (d,1,3,2,1) 11. Bem 2 (0,d,–,2) 12. Pawliczek 4 (2,2,0,–,0) 13. K. Fliegert 1 (d,1,0) 14. Tudzież 1 (1,–,–,0,0) 15. A. Skupień 11 (3,2,3,2,1) 16. Klimowicz 4 (2,2) | 39:51 | 1. Franczyszyn 12 (3,3,3,0,3) 2. Łukaszewski 3 (1,1,–,1,–) 3. Hućko 4 (3,0,d,1,0) 4. Paluch 7 (1,2,1,1,2) 5. Świst 14 (3,2,3,3,3) 6. Gała 3 (2,0,1) 7. Okupski 8 (1,3,3,1) 8. Flis ns | Stadion MOSiR Rybnik Sędzia: Józef Rzepa |

| 9 runda 3 sierpnia 1991 | Stal Gorzów Wielkopolski | 46:44 | Unia Leszno | Stadion żużlowy w Gorzowie Wielkopolskim Sędzia: Romuald Owsiany |
| 9 runda 3 sierpnia 1991 | 9. Świst 15 (3,3,3,3,3) 10. Łukaszewski 0 (0,–,0,–,0) 11. Franczyszyn 3 (2,1,0,–,0) 12. Gała 6 (3,2,1,–,0) 13. Lausch 11 (3,1,3,3,1) 14. Paluch 5 (1,2,2,0) 15. Okupski 5 (2,2,1) 16. Hućko 1 (0,1) | 46:44 | 1. Kasprzak 3 (2,0,0,1) 2. Rypień 7 (1,3,1,1,1) 3. Krakowski 0 (0,0,–,0) 4. Pawlicki 11 (1,3,2,d,3,2) 5. R. Jankowski 15 (2,2,3,3,3,2) 6. Łabędzki 8 (0,1,1,2,2,2) 7. Mitura ns 8. Kałużny ns | Stadion żużlowy w Gorzowie Wielkopolskim Sędzia: Romuald Owsiany |

| 10 runda 25 sierpnia 1991 | Motor Lublin | 65:25 | Stal Gorzów Wielkopolski | Stadion MOSiR Bystrzyca w Lublinie Sędzia: Jerzy Kaczmarek |
| 10 runda 25 sierpnia 1991 | 9. Adams 14 (3,2,3,3,3) 10. Muszyński 3 (2,u,1) 11. Kępa 15 (3,3,3,3,3) 12. Mordel 9 (2,2,2,2,1) 13. Śledź 13 (3,1,3,3,3) 14. Pawelec 3 (0,–,–,2,1) 15. Kasper 7 (3,2,2) 16. Głogowski 1 (1) | 65:25 | 1. Lausch 3 (1,0,w,1,1,0) 2. Hućko 1 (0,–,0,1) 3. Kócsó 9 (1,2,1,2,1,2) 4. Okupski 0 (0,–,0) 5. Świst 7 (2,1,3,1,u) 6. Paluch 3 (1,–,0,0,–,2) 7. Franczyszyn 2 (t,2) 8. Gała 0 (0,d) | Stadion MOSiR Bystrzyca w Lublinie Sędzia: Jerzy Kaczmarek |

| 11 runda 1 września 1991 | Stal Gorzów Wielkopolski | 43:47 | Unia-Rolnicki Tarnów | Stadion żużlowy w Gorzowie Wielkopolskim Sędzia: Józef Piekarski |
| 11 runda 1 września 1991 | 9. Świst 12 (2,3,3,1,3) 10. Paluch 3 (0,1,1,1,0) 11. Lausch 6 (2,1,1,2) 12. Hućko 4 (3,0,d,–,1) 13. Kócsó 11 (2,3,2,2,2) 14. Okupski 1 (u,–,–,1) 15. Franczyszyn 5 (1,2,2) 16. Gała 1 (1,d) | 43:47 | 1. Shirra 15 (3,3,3,3,3) 2. Kużdżał 3 (1,2,d) 3. J. Rempała 9 (1,2,0,3,3) 4. G. Rempała 1 (u,–,–,–,1) 5. Doncaster 13 (3,2,3,3,2) 6. Leśniowski 1 (1,d,–,0,1) 7. Kapustka 4 (0,2,2,d,0) 8. Cierniak 0 (0) | Stadion żużlowy w Gorzowie Wielkopolskim Sędzia: Józef Piekarski |

| 12 runda 8 września 1991 | Apator Toruń | 49:41 | Stal Gorzów Wielkopolski | Stadion KS Apator Sędzia: Andrzej Kulesza |
| 12 runda 8 września 1991 | 9. Jonsson 13 (3,2,2,3,3) 10. Derdziński 1 (1,u,–,–,0) 11. Sawina 7 (3,1,3,d,0) 12. Kuczwalski 7 (2,2,2,1,t) 13. Mir. Kowalik 11 (2,0,3,3,3) 14. Krzyżaniak 9 (1,3,1,1,3) 15. Świątkiewicz 0 (0) 16. T. Zieliński 1 (1) | 49:41 | 1. Franczyszyn 8 (2,0,2,2,2) 2. Łukaszewski 1 (0,–,0,–,1) 3. Kócsó 13 (1,2,3,2,3,2) 4. Paluch 3 (0,1,1,u,1) 5. Świst 13 (3,3,3,0,2,2) 6. Okupski 1 (0,–,1,0) 7. Hućko 2 (1,1) 8. Flis ns | Stadion KS Apator Sędzia: Andrzej Kulesza |

| 13 runda 15 września 1991 | Stal Gorzów Wielkopolski | 43:47 | Morawski Zielona Góra | Stadion żużlowy w Gorzowie Wielkopolskim Sędzia: Lechosław Bartnicki |
| 13 runda 15 września 1991 | 9. Świst 12 (2,1,3,3,3) 10. Paluch 5 (1,2,t,2,0) 11. Kócsó 11 (2,3,1,2,3,d) 12. Hućko 1 (1,0) 13. Franczyszyn 6 (1,1,1,d,3) 14. Tyrväinen 6 (2,2,0,–,2) 15. Gała 0 (t) 16. Łukaszewski 2 (2,0) | 43:47 | 1. Gunnestad 14 (3,2,3,3,3) 2. Dudek 5 (0,1,2,1,1) 3. Huszcza 11 (3,3,2,1,2) 4. Zarzecki 1 (0,d,1) 5. Nilsen 13 (3,3,3,2,2) 6. Kruk 0 (0,–,0,0) 7. Szymkowiak 0 (w) 8. Błażejczak 3 (1,1,1) | Stadion żużlowy w Gorzowie Wielkopolskim Sędzia: Lechosław Bartnicki |

| 14 runda 22 września 1991 | Polonia Bydgoszcz | 42:48 | Stal Gorzów Wielkopolski | Stadion Miejski im. Marszałka Józefa Piłsudskiego Sędzia: Marek Smyła |
| 14 runda 22 września 1991 | 9. T. Gollob 12 (2,2,2,3,3) 10. J. Gollob 13 (1,3,1,3,3,2) 11. Woźniak 0 (u,u) 12. Kornacki 5 (1,3,1,0) 13. W. Cieślewicz 6 (2,2,1,1,0) 14. Rutecki 5 (1,0,u,3,1) 15. Ziarnik 1 (1,0) 16. Bonin 0 (0) | 42:48 | 1. Kócsó 13 (3,2,3,2,3) 2. Gała 0 (0,–,–,0) 3. Tyrväinen 8 (3,3,d,1,1) 4. Paluch 8 (2,1,3,0,2) 5. Świst 10 (3,1,2,2,2) 6. Łukaszewski 0 (0,–,–,0) 7. Franczyszyn 3 (1,2) 8. Hućko 6 (0,2,3,1) | Stadion Miejski im. Marszałka Józefa Piłsudskiego Sędzia: Marek Smyła |

### Bilans meczów
| Runda    | 1 | 2 | 3 | 4 | 5 | 6 | 7 | 8 | 9 | 10 | 11 | 12 | 13 | 14 |
| Miejsce  | D | W | D | W | D | W | D | W | D | W  | D  | W  | D  | W  |
| Rezultat | Z | P | Z | Z | Z | P | Z | Z | Z | P  | P  | P  | P  | Z  |
| Pozycja  | 3 | 4 | 2 | 2 | 2 | 2 | 2 | 2 | 2 | 2  | 3  | 4  | 5  | 4  |

Legenda:       1. miejsce;       2. miejsce;       3. miejsce;       baraż o prawo startu w I lidze w 1992 roku;       spadek
D – mecz rozgrywany u siebie; W – mecz rozgrywany na wyjeździe; Z – zwycięstwo; P – przegrana; R – remis